# Klassifikationsgesellschaft
Eine Klassifikationsgesellschaft ist ein Unternehmen, das im Schiffbau als Gutachter auftritt. Klassifikationsgesellschaften beurteilen insbesondere Berufsschiffe, wie Frachter, Tanker oder Kreuzfahrtschiffe. Sportboote (Segelyachten und Motorboote) müssen in Europa hingegen der entsprechenden CE-Norm entsprechen.

## Aufgaben
Klassifikationsgesellschaften erstellen technische Richtlinien zum Entwurf und zur Konstruktion von Schiffen und geben diese als Bauvorschriften heraus. Bauvorschriften enthalten beispielsweise Festigkeitsberechnungen zur Gestaltung und Dimensionierung schiffbaulicher Konstruktionen.
Klassifikationsgesellschaften überwachen und dokumentieren die Einhaltung dieser Richtlinien beim Bau eines neuen Schiffes und erteilen ihm daraufhin eine sogenannte Klasse. Die Klasse ist eine Beurteilung der Seetüchtigkeit und Basis bei Schiffs- und Ladungsversicherungen sowie beim Handel von Schiffen.
Die Besichtiger der Klassifikationsgesellschaft kontrollieren den Erhaltungszustand der von ihnen betreuten Schiffe im Laufe der Betriebszeit des Schiffes in regelmäßigen Intervallen. Solche Prüfungen umfassen die Beurteilung des Schiffsrumpfs und aller für den Schiffsbetrieb wesentlichen Teile, wie der Antriebsmaschine und anderer technischer Einrichtungen. Alle fünf Jahre wird eine große Klasseerneuerung durchgeführt, bei der das Schiff gedockt wird. Hier erfolgt eine genaue Untersuchung der  Außenhaut des gesamten Unterwasserschiffes, der Ruder, Propeller, Bugstrahlruder, der Seeventile und Seekästen. Aufgrund des Erhaltungszustands wird entschieden, ob die Klasse des Schiffes erhalten, herabgestuft oder entzogen wird. Eine Klassifikationsgesellschaft könnte daher salopp als „Schiffs-TÜV“ bezeichnet werden, jedoch geht ihr Aufgabenbereich mit dem Angebot umfassender technischer Unterstützung und eigener Forschung noch weit darüber hinaus.
So zertifizieren Klassifikationsgesellschaften nicht nur Schiffe, sondern auch Offshore-Konstruktionen, was man mit der Prüfstatik in der Bauindustrie vergleichen kann. Um ihr Wissen und ihre Erfahrungen bei fortschreitender technischer Entwicklung immer auf hohem Niveau und auf dem neuesten Stand zu halten, betreiben Klassifikationsgesellschaften Forschungsabteilungen.
Grundsätzlich ist eine Reederei nicht verpflichtet, ihr Schiff klassifizieren zu lassen, allerdings ist sie im Betrieb eines nicht klassifizierten Schiffes stark eingeschränkt, da nur wenige Staaten nicht klassifizierte Schiffe in ihren Hoheitsgewässern akzeptieren. In europäischen Hoheitsgewässern oder Häfen werden Schiffe ohne Klassifikationszertifikat nicht geduldet.

## Geschichte
Zu Beginn des Seehandels waren der Ruf der Schiffbauer und des Kapitäns sowie die persönliche Besichtigung des Schiffes durch die Kaufleute ausschlaggebend für die Beurteilung der Qualität der Schiffe. Den Kaufleuten fiel es jedoch schwer, die Qualität der Schiffe richtig zu beurteilen; schließlich waren sie keine Schiffbauer. Zum Vergleich der Schiffe waren außerdem keine einheitlichen Standards gegeben, so dass die Schiffseigner und Underwriter sich stark für die Gründung von Klassifikationsgesellschaften aussprachen, die die Schiffe einstufen und beurteilen sollten. So kam es, dass die Schiffsdaten in Registern durch objektive Beurteiler festgehalten wurden, die dem Vergleich der Schiffe dienten. Sie enthielten Informationen über Ausstattung, Ladevolumen und Eigner. Schäden und Mängel wurden ebenfalls festgehalten, was die Versicherungsprämien je nach Ausmaß ansteigen ließ, falls man bei größeren Schäden überhaupt noch Versicherer fand.
Die erste Klassifikationsgesellschaft wurde 1760 gegründet, und zwar die britische Gesellschaft Lloyd’s Register of Shipping. Damals existierte in der City von London ein „Coffee House“ des Walisers Edward Lloyd. Dieses „Coffee House“ war Treffpunkt der Reeder, Broker und Kaufleute, um sich über den Handel, die Schifffahrt und deren Betreiber zu informieren. Darin lag die Keimzelle der heute ältesten Klassifikationsgesellschaft. Stück für Stück schlossen sich einige Reeder und Werftbesitzer in einer Gesellschaft zusammen, mit dem Ziel, die Verständigung und den Informationsaustausch zwischen den beiden Parteien „Hersteller“ und „Käufer“ zu verbessern. Außerdem lag den Reedern viel daran, eine Institution zu schaffen, die fachlich in der Lage ist, Schiffe zu bewerten, auf dessen Grundlage dann Policen für die Schiffe bei den Versicherungen erstellt werden können.
Nach dem Vorbild des Lloyd’s Register gründeten sich in anderen Staaten später ebenfalls Klassifikationsgesellschaften:
- 1828 – Bureau Veritas, Antwerpen (ab 1832 in Paris)
- 1855 – Nederlandsche Vereeniging van Assurandeuren, Amsterdam
- 1858 – American Lloyd’s Registry of American and Foreign Shipping, New York
- 1858 – Veritas Austro-Ungarico, Triest
- 1861 – Registro Italiano, Genua
- 1861 – Registre Maritime, Bordeaux
- 1862 – Underwriters Registry for Iron Vessels, Liverpool
- 1864 – Det Norske Veritas, Oslo
- 1867 – Germanischer Lloyd, Rostock (ab 1872 in Berlin, ab 1950 in Hamburg)
- 1867 – American Lloyd’s Universal Standard Record of Shipping
- 1870 – Veritas Hellénique, Athen
- 1874 – Register of Australian and New Zealand Shipping, Melbourne
- 1890 – British Corporation for the Survey and Registry of Shipping, Glasgow
- 1896 – American Bureau of Shipping, New York
- 1899 – Nippon Kaiji Kyōkai, Tokio
- 1926 – Register Sojusa SSR, Leningrad
- 1936 – Polski Rejestr Statków, Gdańsk
- 1948 – Ceskolovensky Lodni Registr, Prag
- 1949 – Jugoslovenski Registar Brodova, Split
- 1950 – DDR-Schiffs-Revision und -Klassifikation, Zeuthen
- 1955 – Bulgarski Koraben Register, Varna

Heute gibt es weltweit zwölf international anerkannte Klassifikationsgesellschaften:
- American Bureau of Shipping (ABS), USA
- Bureau Veritas (BV), Frankreich
- China Classification Society (CCS), China
- DNV, entstanden aus Det Norske Veritas und Germanischer Lloyd, Norwegen/Deutschland
- Hrvatski Registar Brodova (CRS), Kroatien
- Indian Register of Shipping (IRS), Indien
- Korean Register of Shipping (KRS), Korea
- Lloyd’s Register of Shipping (LRS), England
- Nippon Kaiji Kyōkai (NK), Japan
- Polski Rejestr Statków (PRS), Polen
- Registro Italiano Navale (RINA), Italien

Diese Klassifikationsgesellschaften sind in der Dachorganisation International Association of Classification Societies (IACS) zusammengeschlossen. Darüber hinaus existieren etwa 30 weitere Klassifikationsgesellschaften.
Die polnische Klassifikationsgesellschaft Polski Rejestr Statków (PRS) war zeitweise aus der Dachorganisation IACS ausgeschlossen, weil sie dem international angestrebten Qualitätsstandard nicht mehr entsprach.
Vollständig ausgeschlossen von der IACS wurde die russische Klassifikationsgesellschaft Maritime Register of Shipping in Folge der Sanktionen gegen Russland nach dem russischen Überfall auf die Ukraine im Jahr 2022. Das Maritime Register of Shipping war seit 1969 Vollmitglied in der Vereinigung.
Neben den schon genannten IACS-Mitgliedern existieren weitere teils regional operierende Klassifikationsgesellschaften. Dazu zählen unter anderem:
- Asia Classification Society (ACS)
- Biro Klasifikasi Indonesia (BKI), Jakarta
- Bulgarian Register of Shipping (Български Корабен Регистър, BRS)
- China Corporation Register of Shipping (CR), Taipei
- Choson Classification Society (CCS), Nordkorea
- Class Intermaritime Certification Services (ICS)
- Dromon Bureau of Shipping (DBS)
- Fidenavis (FN), Madrid
- Guardian Bureau of Shipping (GBS)
- Hellenic Register of Shipping (HRS), Piräus
- Isthmus Bureau of Shipping (IBS)
- Iranian Classification Society (ICS)
- International Register of Shipping (IROS)
- Maritime Register of Shipping (RS), Sankt Petersburg
- Overseas Marine Certification Services (OMCS)
- Registro Cubano de Buques, (RCB), Havanna
- Registro Brasileiro de Navios (RBNA)
- Registrul Naval Roman (RNR), Bukarest
- Registro Internacional Naval (Rinave), Lissabon
- Regjistri Detar Shqiptar (ARS), Durres
- Rossijskij Rechnoj Registr (RR), Moskau
- Ships Classification Malaysia (SCM)
- Shipping Register of Ukraine (Регістр судноплавства України, RU)
- Türk Loydu Vakfı (TL), Tuzla (Istanbul)
- Vietnam Register of Shipping (VIRES), Hanoi

Von welcher Klassifikationsgesellschaft ein bestimmtes Schiff klassifiziert ist, lässt sich an der Freibordmarke, die auf halber Schiffslänge am Rumpf angebracht ist, ablesen. So sind durch den Germanischen Lloyd klassifizierte Schiffe beispielsweise mit „GL“ beschriftet.